# João Goulart
Pour les articles homonymes, voir Goulart.
João Goulart, de son nom complet João Belchior Marques Goulart, familièrement surnommé Jango, né le 1er mars 1918 à São Borja (Rio Grande do Sul) et mort le 6 décembre 1976  à Mercedes, en Argentine, est un homme d'État brésilien, président de la république des États-Unis du Brésil du 7 septembre 1961 au 31 mars 1964.
Propriétaire foncier proche de Getúlio Vargas, il entre en politique en 1945 et est élu vice-président en 1955 (avec Kubitschek) et de nouveau en 1961 (avec Quadros). Le retrait de Quadros en août 1961 provoque une crise politique : Goulart étant considéré comme trop à gauche se voit barrer l'accès de la présidence par une partie de l'armée. 
Un compromis est trouvé en privant la présidence de la République de beaucoup de ses pouvoirs, transférés à un Premier ministre créé à cette occasion. Goulart peut alors devenir président, avec Tancredo Neves comme chef du gouvernement.
Mais au bout de trois ans, le 31 mars 1964, il est renversé par un coup d'État conservateur et anticommuniste à l'origine d'une longue période de dictature militaire (1964-1985).

## Biographie

### Origines familiales et formation
Né dans le village d'Iguariaçá (aujourd'hui territoire d'Itacurubi), près de São Borja, il est issu d'une riche famille de propriétaires fonciers.
Il est l’aîné d'une fratrie de huit composée : 
- cinq sœurs  : Eufrides, Maria, Iolanda, Cila et Neusa (épouse de Leonel Brizola)
- deux frères : Rivadávia et Ivan, le premier mort à six mois, le deuxième à 33 ans, d'une leucémie.

Il fait des études à la faculté de Droit de l'université de Porto Alegre, dont il sort diplômé[Lequel ?] en 1939, mais il ne poursuit pas de carrière juridique. 

### Propriétaire foncier (1939-1945)
Il commence par s'occuper de la propriété familiale, dont les revenus sont suffisants pour qu'il n'ait pas besoin de travailler par ailleurs. Son père meurt en 1943 et Joao devient le chef de famille. 
Politiquement, il est de gauche et la famille Goulart fait partie des soutiens du président Getúlio Vargas, au pouvoir depuis 1930 dans le cadre d'un régime populiste opposé à l'oligarchie des planteurs de cafés et des éleveurs bovins des États de São Paulo et de Minas Gerais, qui dominait le Brésil jusqu'en 1930.
Quand Vargas quitte le pouvoir en 1945, Goulart décide d'entrer en politique.

### Du Parlement du Rio Grande à la vice-présidence de la République (1945-1961)
Il est élu député pour le Parlement de l'État du Rio Grande do Sul en 1946, puis député fédéral du même État en 1951, année du retour de Vargas à la présidence de la République.
En 1953, il devient ministre du Travail. Il fait doubler le salaire minimum. 
Après le suicide de Vargas (1954) et la période de crise qui s'ensuit (1954-1955), il est élu vice-président de Juscelino Kubitschek en octobre 1955, et en 1961, de Jânio da Silva Quadros.
Son grand rival politique est le conservateur Carlos Lacerda, gouverneur de l'État de Guanabara.[pas clair]

### La crise de 1961 et le changement de constitution
Le 25 août 1961, au septième mois de son mandat, le président Jânio Quadros renonce à sa charge, alors que João Goulart est en voyage officiel en Chine. Les ministres de l'armées de Terre (Odilio Denys), de l'armée de l’Air (Gabriel Grün Moss) et de la Marine (Sílvio Heck) s’opposent à son investiture, pourtant prévue par la Constitution. Ils l'accusent de collusion avec le Parti communiste brésilien (PCB) et le Parti socialiste brésilien (PSB).
Leonel Brizola, gouverneur de l’État du Rio Grande do Sul et le général Machado Lopes, commandant de la IIIe Armée appellent immédiatement à la résistance dans une Campagne pour la légalité, à laquelle adhèrent Mauro Borges Teixeira, gouverneur du Goiás et Ney Braga, gouverneur du Paraná. Afin d’éviter la guerre civile, le Parlement propose un compromis aux militaires : une révision constitutionnelle pour l’instauration d’un régime parlementaire. 

### Président de la République
Ainsi, João Goulart peut assumer la présidence, ce qui préserve la légalité constitutionnelle, mais l’essentiel de son pouvoir est transféré à Tancredo Neves qui devient premier ministre, fonction nouvelle dans la République brésilienne. 
Jango parvient cependant à réduire le parlementarisme par l'organisation d'un plébiscite[Quand ?] qui renforce le pouvoir présidentiel.
Ses réformes lui valent l'hostilité d'une partie des classes moyennes, des milieux d'affaires et des États-Unis, qui financent massivement l'opposition en vue des élections législatives de 1962.
L'administration Johnson soutient en 1964 une campagne de presse anti-Goulart. 

### Le coup d'État militaire (31 mars 1964)
Goulart est renversé par un coup d'État militaire, appuyé par la CIA. L'ambassadeur américain Lincoln Gordon admettra par la suite le soutien financier de Washington aux opposants de Goulart lors des élections municipales de 1962, la présence de nombreux officiers du renseignement au Brésil et l'encouragement aux putschistes et le fait que « la seule main étrangère impliquée fut celle de Washington ».
Une dictature militaire est alors instaurée. Goulart est accusé d'être responsable de l'inflation, d'avoir organisé une redistribution suicidaire des richesses, d'aspirer à la dictature et d'avoir des liens d'amitié avec les communistes. 
En désaccord avec Leonel Brizola, Goulart refuse de résister par la force et s'exile en Uruguay.

### Période de l'exil (1964-1976)
En Uruguay, il n'obtient que le droit d'asile, et non un statut de réfugié politique, qui lui aurait permis de s'engager davantage dans l'opposition à la dictature. 
Par la suite, il part en Argentine.

### Mort et funérailles (1976)
Officiellement, sa mort est due à des problèmes cardiaques. 

## Décorations
: Grand-maître de l'ordre national de la Croix du Sud

## Hypothèses relatives à la cause de sa mort
Par la volonté de la famille, aucune autopsie n'a été réalisée au moment de sa mort.
Par la suite, des hypothèses ont été émises soit par des membres de sa famille soit par des personnalités politiques selon lesquelles Goulart aurait été assassiné par des agents secrets dans le cadre de l'opération Condor. 
Le 27 janvier 2008, la Folha de S.Paulo publie un reportage où un ancien agent des renseignements uruguayen, Mario Neira Barreiro, déclare que Goulart aurait été empoisonné[pas clair] par Sérgio Fleury, membre du Departamento de Ordem Política et Social, sous les ordres du président brésilien de 1974 à 1979, Ernesto Geisel.
En mai 2013, la Commission nationale de la vérité décide qu'on peut exhumer le corps de Goulart pour des enquêtes post mortem. Une exhumation a lieu le 7 novembre 2013, d'une durée de dix-huit heures[réf. nécessaire].

## Hommages
Un quartier de la ville de Santa Maria (Rio Grande do Sul) porte son nom.

## Galerie

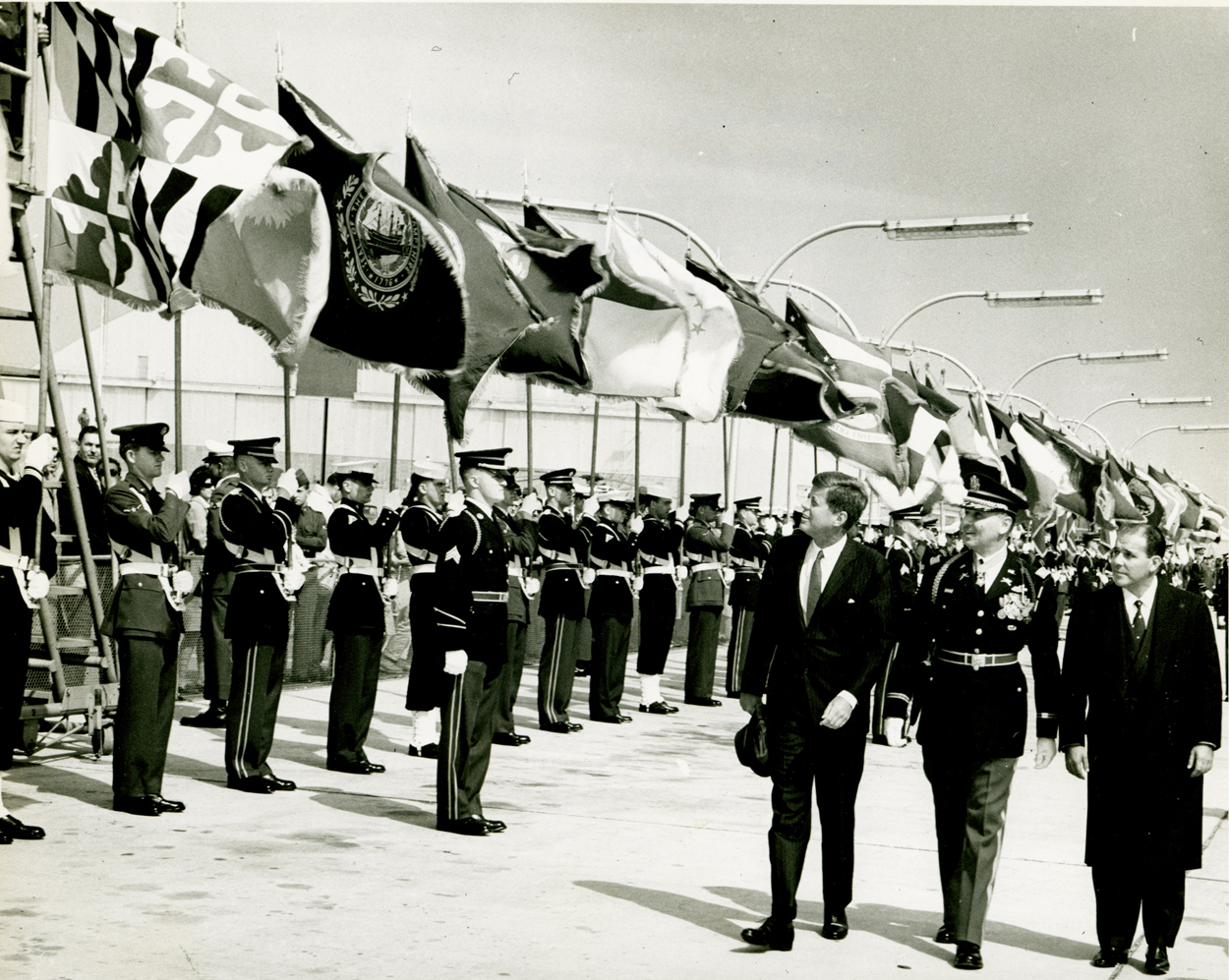
Goulart et John Fitzgerald Kennedy en 1962.
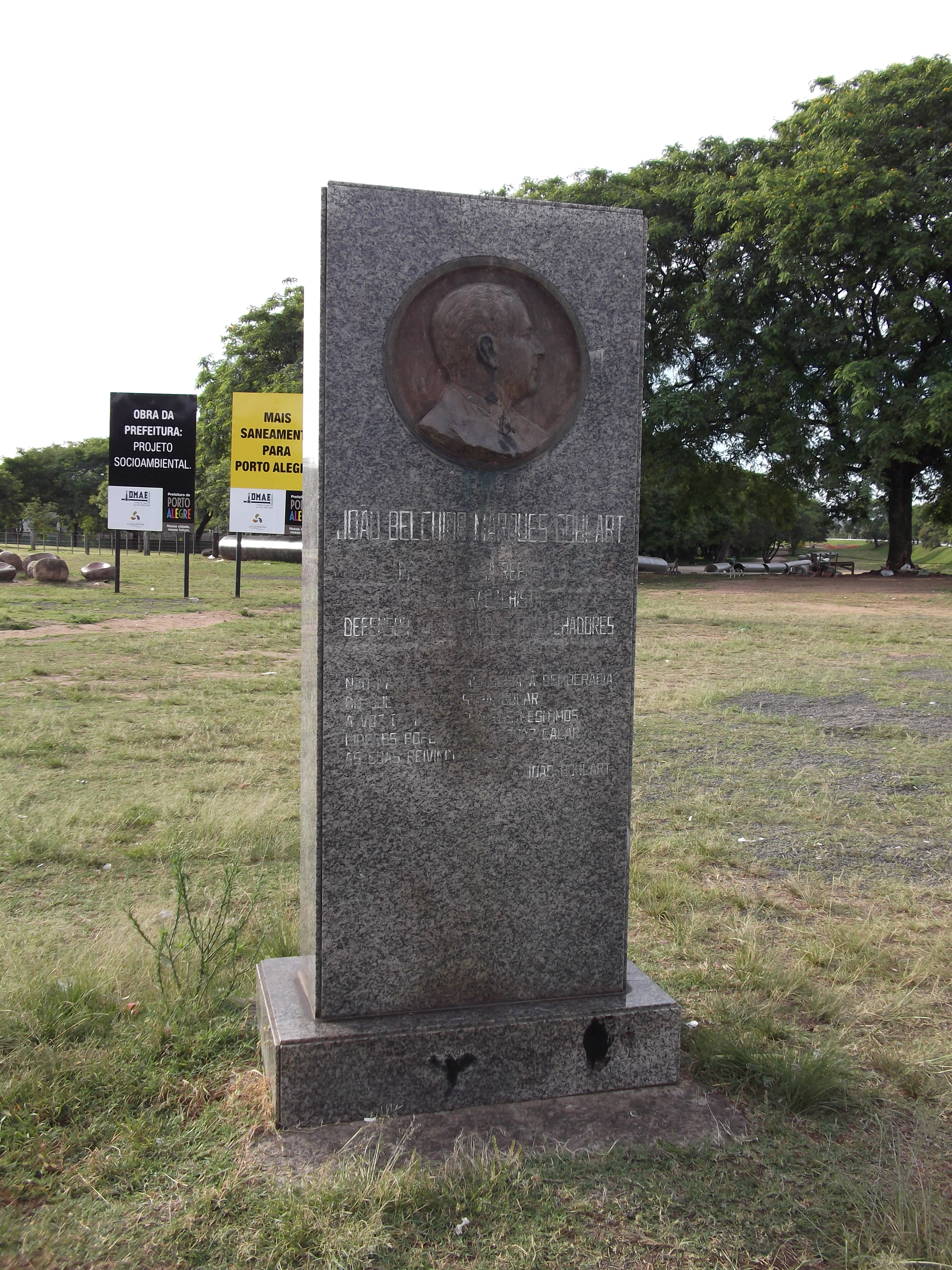
Monument en hommage à Goulart, à Porto Alegre.